# Kyrie Eleison (Band)
Kyrie Eleison ist eine Symphonic-Metal/Power-Metal-Band aus Argentinien.

## Geschichte
Kyrie Eleison wurde 1998 von Diego Ribeiro Couto gegründet. Nach und nach fand die Gruppe ihren Stil. Im Juni 2003 kam als letzter Alejandro Fernandez (früher bei  Magiar) dazu. Zunächst sollte er nur für die Aufnahmen singen, doch er entschloss sich, sich der Band anzuschließen.

## Diskografie
- 2004: El Ojo Metalico vol. III (Kompilation: Children of Pain)
- 2005: Corte Observatorium (Kompilation: Children of Pain)
- 2005: El Ojo Metalico vol. IV (Kompilation: A Searcher's Symphony)
- 2005: Metal Matanza (Kompilation: A Searcher's Symphony)
- 2005: Kyrie Eleison (EP)
- 2007: ...In the Arms of Decadence